# Классификация грунтов
Классификация грунтов — систематика грунтов в геологии и горном деле.
Классификация грунтов включает следующие таксономические единицы, выделяемые по группам признаков:
- класс — по общему характеру структурных связей;
- группа — по характеру структурных связей (с учётом их прочности);
- подгруппа — по происхождению и условиям образования;
- тип — по вещественному составу;
- вид — по наименованию грунтов (с учётом размеров частиц и показателей свойств);
- разновидности — по количественным показателям вещественного состава, свойств и структуры грунтов.

## Классификация
- подразделяемые на группы, подгруппы, типы, виды и разновидности.
  - Класс природных скальных грунтов — грунты с жесткими структурными связями (кристаллизационными и цементационными)
  - Класс природных дисперсных грунтов — грунты с водноколлоидными и механическими структурными связями.
  - Класс природных мерзлых грунтов[2] — грунты с криогенными структурными связями.
  - Класс техногенных (скальных, дисперсных и мерзлых) грунтов — грунты с различными структурными связями, образованными в результате деятельности человека.
- и другие классы частных классификаций по вещественному составу, свойствам и структуре скальных, дисперсных и мерзлых грунтов.

### I класс: Природные скальные грунты
| Класс                                                                                     | Группы       | Подгруппа       | Подгруппа       | Тип         | Тип                     | Вид                                                                                       |
| ----------------------------------------------------------------------------------------- | ------------ | --------------- | --------------- | ----------- | ----------------------- | ----------------------------------------------------------------------------------------- |
| Скальные (с жесткими структурными связями — кристаллизационными и цементационными) грунты | Скальные     | Магматические   | интрузивные     | Силикатные  | ультраосновного состава | Перидотиты, дуниты, пироксениты                                                           |
| Скальные (с жесткими структурными связями — кристаллизационными и цементационными) грунты | Скальные     | Магматические   | интрузивные     | Силикатные  | основного состава       | Габбро, нориты, анортозиты, диабазы, диабазовые порфириты, долериты                       |
| Скальные (с жесткими структурными связями — кристаллизационными и цементационными) грунты | Скальные     | Магматические   | интрузивные     | Силикатные  | среднего состава        | Диориты, сиениты, порфириты, ортоклазовые порфиры                                         |
| Скальные (с жесткими структурными связями — кристаллизационными и цементационными) грунты | Скальные     | Магматические   | интрузивные     | Силикатные  | кислого состава         | Граниты, гранодиориты кварцевые, сиениты, диориты, кварцевые порфиры, кварцевые порфириты |
| Скальные (с жесткими структурными связями — кристаллизационными и цементационными) грунты | Скальные     | Магматические   | эффузивные      | Силикатные  | основного состава       | Базальты, долериты                                                                        |
| Скальные (с жесткими структурными связями — кристаллизационными и цементационными) грунты | Скальные     | Магматические   | эффузивные      | Силикатные  | среднего состава        | Андезиты, вулканогенно-обломочные грунты, обсидианы, трахиты                              |
| Скальные (с жесткими структурными связями — кристаллизационными и цементационными) грунты | Скальные     | Магматические   | эффузивные      | Силикатные  | кислого состава         | Липариты, дациты, риолиты                                                                 |
| Скальные (с жесткими структурными связями — кристаллизационными и цементационными) грунты | Скальные     | Метаморфические | Метаморфические | Силикатные  | Силикатные              | Гнейсы, сланцы, кварциты                                                                  |
| Скальные (с жесткими структурными связями — кристаллизационными и цементационными) грунты | Скальные     | Метаморфические | Метаморфические | Карбонатные | Карбонатные             | Мраморы, роговики, скарны                                                                 |
| Скальные (с жесткими структурными связями — кристаллизационными и цементационными) грунты | Скальные     | Метаморфические | Метаморфические | Железистые  | Железистые              | Железные руды                                                                             |
| Скальные (с жесткими структурными связями — кристаллизационными и цементационными) грунты | Скальные     | Осадочные       | Осадочные       | Силикатные  | Силикатные              | Песчаники, конгломераты, брекчии, туффиты                                                 |
| Скальные (с жесткими структурными связями — кристаллизационными и цементационными) грунты | Скальные     | Осадочные       | Осадочные       | Карбонатные | Карбонатные             | Известняки, доломиты                                                                      |
| Скальные (с жесткими структурными связями — кристаллизационными и цементационными) грунты | Полускальные | Эффузивные      | Эффузивные      | Силикатные  | Силикатные              | Вулканогенно-обломочные грунты                                                            |
| Скальные (с жесткими структурными связями — кристаллизационными и цементационными) грунты | Полускальные | Осадочные       | Осадочные       | Силикатные  | Силикатные              | Аргиллиты, алевролиты, песчаники                                                          |
| Скальные (с жесткими структурными связями — кристаллизационными и цементационными) грунты | Полускальные | Осадочные       | Осадочные       | Кремнистые  | Кремнистые              | Опоки, трепела, диатомиты                                                                 |
| Скальные (с жесткими структурными связями — кристаллизационными и цементационными) грунты | Полускальные | Осадочные       | Осадочные       | Карбонатные | Карбонатные             | Мела, мергели, известняки                                                                 |
| Скальные (с жесткими структурными связями — кристаллизационными и цементационными) грунты | Полускальные | Осадочные       | Осадочные       | Сульфатные  | Сульфатные              | Гипсы, ангидриты                                                                          |
| Скальные (с жесткими структурными связями — кристаллизационными и цементационными) грунты | Полускальные | Осадочные       | Осадочные       | Галоидные   | Галоидные               | Галиты, карнолиты                                                                         |

Разновидности выделяются по:
1. пределу прочности на одноосное сжатие в водонасыщенном состоянии;
2. плотности скелета грунта;
3. коэффициенту выветрелости;
4. степени размягчаемости;
5. степени растворимости;
6. степени водопроницаемости;
7. степени засоленности;
8. структуре и текстуре;
9. температуре

### II класс: Природные дисперсные грунты
| Класс                                                                        | Группы    | Подгруппа | Тип                | Тип                                               | Вид                                  |
| ---------------------------------------------------------------------------- | --------- | --------- | ------------------ | ------------------------------------------------- | ------------------------------------ |
| Дисперсные (с механическими и водно-коллоидными структурными связями) грунты | Связные   | Осадочные | Минеральные        | Силикатные карбонатные железистые полиминеральные | Глинистые грунты                     |
| Дисперсные (с механическими и водно-коллоидными структурными связями) грунты | Связные   | Осадочные | Органо-минеральные | Органо-минеральные                                | Илы, Сапропели, Заторфованные грунты |
| Дисперсные (с механическими и водно-коллоидными структурными связями) грунты | Связные   | Осадочные | Органические       | Органические                                      | Торфы и др.                          |
| Дисперсные (с механическими и водно-коллоидными структурными связями) грунты | Несвязные | Осадочные | Минеральные        | Силикатные карбонатные полиминеральные            | Пески, Крупнообломочные грунты       |

Разновидности выделяются по:
1. гранулометрическому составу (крупнообломочные грунты и пески);
2. числу пластичности и гранулометрическому составу (тинистые грунты и илы);
3. степени неоднородности гранулометрического состава (пески);
4. показателю текучести (глинистые грунты);
5. относительной деформации набухания без нагрузки (глинистые грунты);
6. относительной деформации просадочности (глинистые грунты);
7. коэффициенту водонасыщения (крупнообломочные грунты и пески);
8. коэффициенту пористости (пески)
9. степени плотности (пески)
10. коэффициенту выветрелости (крупнообломочные)
11. коэффициенту истираемости
12. относительному содержанию органического вещества (пески и тинистые грунты);
13. степени разложения (торфы)
14. степени зональности (торфы)
15. степени засоленности;
16. относительной деформации пучения;
17. температуре

### III класс: Природные мерзлые грунты
| Класс                                               | Группы       | Подгруппа                         | Подгруппа                                        | Тип                        | Вид                                                                           |
| --------------------------------------------------- | ------------ | --------------------------------- | ------------------------------------------------ | -------------------------- | ----------------------------------------------------------------------------- |
| Мерзлые (с криогенными структурными связями) грунты | Скальные     | Промерзшие                        | интрузивные эффузивные метаморфические осадочные | Ледяные минеральные        | Те же, что и для скальных грунтов                                             |
| Мерзлые (с криогенными структурными связями) грунты | Полускальные | Промерзшие                        | эффузивные осадочные                             | Ледяные минеральные        | Те же, что и для скальных грунтов                                             |
| Мерзлые (с криогенными структурными связями) грунты | Связные      | Промерзшие                        | Осадочные                                        | Ледяные минеральные        | Те же, что и для дисперсных грунтов                                           |
| Мерзлые (с криогенными структурными связями) грунты | Связные      | Промерзшие                        | Осадочные                                        | Ледяные органо-минеральные | Те же, что и для дисперсных грунтов                                           |
| Мерзлые (с криогенными структурными связями) грунты | Связные      | Промерзшие                        | Осадочные                                        | Ледяные органические       | Те же, что и для дисперсных грунтов                                           |
| Мерзлые (с криогенными структурными связями) грунты | Ледяные      | Конституционные (внутригрунтовые) | Конституционные (внутригрунтовые)                | Льды                       | Льды — сегрегационные, инъекционные, ледниковые                               |
| Мерзлые (с криогенными структурными связями) грунты | Ледяные      | Погребенные                       | Погребенные                                      | Льды                       | Льды — наледные, речные, озерные, морские, донные, инфильтрационные (снежные) |
| Мерзлые (с криогенными структурными связями) грунты | Ледяные      | Пещерно-жильные                   | Пещерно-жильные                                  | Льды                       | Льды — жильные, повторножильные, пещерные                                     |

Разновидности выделяются по:
1. льдистости за счет видимых ледяных включений;
2. температурно-прочностным свойствам;
3. степени засоленности;
4. криогенной текстуре

## IV класс: Техногенные грунты (скальные, дисперсные и мерзлые)
| Класс      | Группы                    | Подгруппа                                                            | Подгруппа                                                            | Подгруппа                                                           | Тип                                                                      | Вид |
| ---------- | ------------------------- | -------------------------------------------------------------------- | -------------------------------------------------------------------- | ------------------------------------------------------------------- | ------------------------------------------------------------------------ | --- |
| Скальные   | Скальные Полускальные     | Природные образования, изменённые в условиях естественного залегания | Природные образования, изменённые в условиях естественного залегания | Измененные физическим воздействием                                  | Те же, что и для природных скальных грунтов                              | Те же, что и для природных скальных грунтов                                                                       |
| Скальные   | Скальные Полускальные     | Природные образования, изменённые в условиях естественного залегания | Природные образования, изменённые в условиях естественного залегания | Измененные физико-химическим воздействием                           | Те же, что и для природных скальных грунтов                              | Те же, что и для природных скальных грунтов                                                                       |
| Дисперсные | Связные Несвязные         | Природные образования, изменённые в условиях естественного залегания | Природные образования, изменённые в условиях естественного залегания | Измененные физическим воздействием                                  | Те же, что и для природных дисперсных и скальных грунтов (раздробленных) | Те же, что и для природных дисперсных и скальных грунтов (раздробленных)                                          |
| Дисперсные | Связные Несвязные         | Природные образования, изменённые в условиях естественного залегания | Природные образования, изменённые в условиях естественного залегания | Измененные физико-химическим воздействием                           | Те же, что и для природных дисперсных и скальных грунтов (раздробленных) | Те же, что и для природных дисперсных и скальных грунтов (раздробленных)                                          |
| Дисперсные | Связные Несвязные         | Природные перемещенные образования                                   | Природные перемещенные образования                                   | насыпные                                                            | Те же, что и для природных дисперсных и скальных грунтов (раздробленных) | Те же, что и для природных дисперсных и скальных грунтов (раздробленных)                                          |
| Дисперсные | Связные Несвязные         | Природные перемещенные образования                                   | Природные перемещенные образования                                   | намывные                                                            | Те же, что и для природных дисперсных и скальных грунтов (раздробленных) | Те же, что и для природных дисперсных и скальных грунтов (раздробленных)                                          |
| Дисперсные | Связные Несвязные         | Антропогенные образования                                            | Антропогенные образования                                            | насыпные                                                            | Отходы производственной и хозяйственной деятельности                     | Бытовые отходы; промышленные отходы: строительные отходы, шлаки, шламы, золы, золошлаки и др.                     |
| Дисперсные | Связные Несвязные         | Антропогенные образования                                            | Антропогенные образования                                            | намывные                                                            | Отходы производственной и хозяйственной деятельности                     | Бытовые отходы; промышленные отходы: строительные отходы, шлаки, шламы, золы, золошлаки и др.                     |
| Мерзлые    | Скальные Полускальные     | Природные образования, изменённые в условиях естественного залегания | Природные образования, изменённые в условиях естественного залегания | Измененные физическим (тепловым) воздействием                       | Те же, что и для природных мерзлых грунтов                               | Все виды природных скальных грунтов                                                                               |
| Мерзлые    | Скальные Полускальные     | Природные образования, изменённые в условиях естественного залегания | Природные образования, изменённые в условиях естественного залегания | Измененные химико-физическим воздействием                           | Те же, что и для природных мерзлых грунтов                               | Все виды природных скальных грунтов                                                                               |
| Мерзлые    | Связные Несвязные Ледяные | Природные образования, изменённые в условиях естественного залегания | Природные образования, изменённые в условиях естественного залегания | Измененные физическим (тепловым) воздействием                       | Те же, что и для природных мерзлых грунтов                               | Все виды природных дисперсных грунтов                                                                             |
| Мерзлые    | Связные Несвязные Ледяные | Природные образования, изменённые в условиях естественного залегания | Природные образования, изменённые в условиях естественного залегания | Измененные химико-физическим воздействием                           | Те же, что и для природных мерзлых грунтов                               | Все виды природных дисперсных грунтов                                                                             |
| Мерзлые    | Связные Несвязные Ледяные | Природные перемещенные образования                                   | насыпные намывные                                                    | измененные физическим (тепловым) или химико-физическим воздействием | Те же, что и для природных мерзлых грунтов                               | Все виды природных дисперсных грунтов                                                                             |
| Мерзлые    | Связные Несвязные Ледяные | Антропогенные образования                                            | насыпные намывные намороженные                                       | измененные физическим (тепловым) или химико-физическим воздействием | Те же, что и для природных мерзлых грунтов                               | Бытовые отходы; промышленные отходы: строительные отходы, шлаки, шламы, золы, золошлаки и др.; искусственные льды |

## Разновидности
Разновидности для этих классов выделяются как соответствующие разновидности классов природных грунтов с учётом специфических особенностей и свойств техногенных грунтов.

## Другие классификаторы
Классификатор «Грунты» в составе общегородских классификаторов Санкт-Петербурга https://web.archive.org/web/20140409002720/http://classif.spb.ru/classificators/view/igi.php?st=A